# 聖霊教会 (ハイデルベルク)

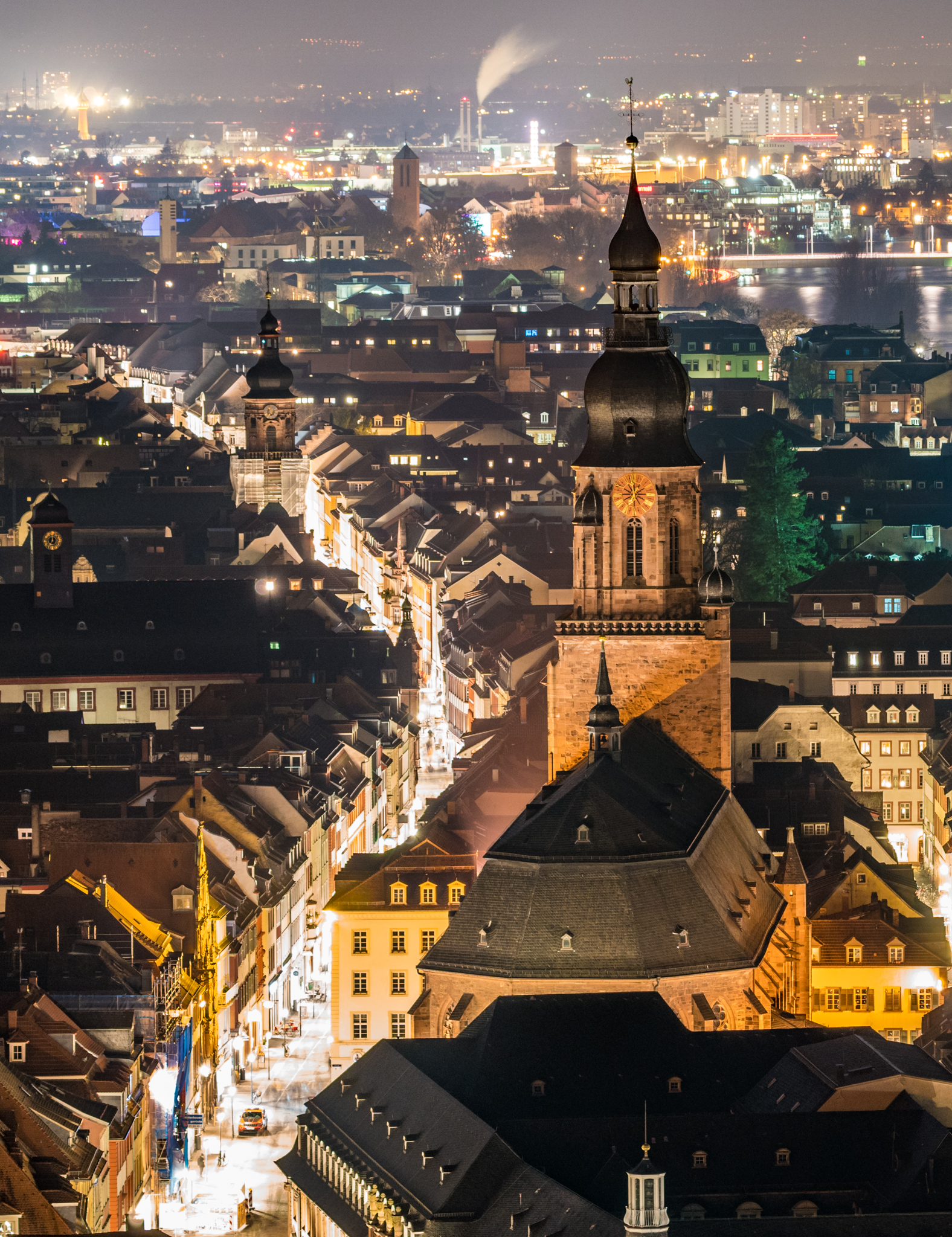
聖霊教会 (ハイデルベルク)

聖霊教会（せいれいきょうかい、独: Heiliggeistkirche, 英: Church of the Holy Spirit）は、ハイデルベルクにあるキリスト教会である。合同教会として活動しており、ハイデルベルク・アルトシュタット(旧市街)福音主義教会共同体が聖霊教会で礼拝をおこなっている。

## 概要
現在の聖霊教会はハイデルベルク・アルトシュタット(旧市街)福音主義教会共同体に属する福音主義教会である。同時にバーデン福音主義州教会のハイデルベルク教会地区に属している。ハイデルベルク・アルトシュタット(旧市街)福音主義教会共同体はドイツ福音主義教会(EKD)を構成している地域教会共同体の一つでもあり、福音主義合同教会(UEK)にも属している。
教会堂は、ゴシック様式である。高さ 82 メートルの塔をもつ。マルクト広場 (de:Marktplatz (Heidelberg)) に面して建っている。1563年に出版されたハイデルベルク信仰問答は、この教会で生まれた。
教会の最初の記録は、1239年にさかのぼる。当初、ローマ建築による教会が建てられていた。しかしながら、ループレヒト3世の命令によって、1398年にゴシック様式による大規模な教会建築に取って変わった。この年が、この教会の創設年とされている。
内陣は、1410年までに完成したが、身廊の建設工事は、1441年に完成した。塔の建設工事は、1508年以降に完成した。内陣には、歴代のプファルツ選帝侯の墓が含まれていた。1623年までは、パラティーナ文書 (de:Bibliotheca Palatina) が聖歌隊席に置かれていた。
プファルツ継承戦争によって、1693年に教会は大きな損傷を受けた。ローマ・カトリック教会と福音主義教会の両方の教派が、聖霊教会での礼拝を望んだために、1706年から1936年まで聖霊教会会堂は壁で二つに分けられていた。身廊側(会堂入り口から真ん中まで)は福音主義教会、祭壇がある内陣側はローマ・カトリック教会が使用していた。1936年に両教派による共同使用は終わり、バーデン福音主義州教会に属する単独の福音主義教会になった。

## 周辺
東隣には、ヘラクレスの噴水 (de:Herkulesbrunnen (Heidelberg)) や市庁舎 (de:Rathaus (Heidelberg)) などがある。東側には、カールス広場 (de:Karlsplatz (Heidelberg)) やカールス門 (de:Karlstor (Heidelberg)) やコルンマルクト (de:Kornmarkt (Heidelberg)) や民族博物館 (de:Völkerkundemuseum Heidelberg) などがある。
北側には、アルテ・ブリュッケがあり、ネッカー川が流れている。西側には、フリードリヒ・エーベルト大統領記念館 (Friedrich-Ebert-Haus) やモーラス邸 (de:Palais Morass) などがある。南側には、騎士の家 (de:Haus zum Ritter (Heidelberg)) などがある。

南東側には、ハイデルベルク城がある。南西側には、大学図書館 (de:Universitätsbibliothek Heidelberg) や大学広場 (de:Universitätsplatz (Heidelberg)) などがある。

## 関連人物
- ヴィルヘルム・フルトヴェングラー- 1954年12月4日にフルトヴェングラーの葬儀がハイデルベルク聖霊教会で執り行われた。葬儀の際、オイゲン・ヨッフムの指揮するベルリン・フィルハーモニー管弦楽団によってヨハン・ゼバスティアン・バッハのG線上のアリアとヴォルフガング・アマデウス・モーツァルトのフリーメイソンのための葬送音楽が演奏された[11]。